# Dárday István
Dárday István (Budapest, 1940. március 25. –) a Nemzet Művésze címmel kitüntetett, Kossuth-díjas és Balázs Béla-díjas magyar filmrendező, forgatókönyvíró.

## Életpályája
Dolgozott villanyszerelőként, segédmunkásként és volt ügynök is. Az 1960-as években fotózással és versírással is foglalkozott. 1973-ban végzett a Színház- és Filmművészeti Főiskola rendezői szakán.
A Balázs Béla Stúdióban készített dokumentumfilmeket. 1974-ben Jutalomutazás címmel forgatta le első dokumentum-játékfilmjét, amely a mannheimi filmfesztiválon 1976-ban nagydíjat kapott. 1981-ben a MAFILM Társulás Stúdiójának alapítója volt. 1993-tól a Mozgókép Innovációs Társulás vezetője. 2010 óta a Magyar Művészeti Akadémia tagja.

## Filmjei
- Nyugodtan meghalni (1970)
- Miheztartás végett (1971)
- Helyzetkép (1971)
- Küldöttválasztás (1972)
- Lenyomat (1973)
- Nevelésügyi sorozat 1. – A szocialista nevelésért (1973)
- Részvénytársaság Külsővaton (1973)
- Jutalomutazás (1974)
- Fogadalomtétel (1975)
- Rongyos hercegnő (1975)
- Filmregény – Három nővér (1977)
- Mit látnak az iskolások? (1977)
- Tékozló nélkülözés (1979)
- Harcmodor (1980)
- Átváltozás (1984)
- A dokumentátor (1988)
- Hat bagatell (1989)
- Nyugattól keletre, avagy a média diszkrét bája (1993)
- Magyar töredék (filmetűd) (1992)
- Tükröződések (1998)
- Reklámbrigád (2000)
- Mozgókép – A Szenvedély rendezője – Fehér György emlékére (2003)
- Szelíd kérlelhetetlenség (2004)
- Az emigráns – Minden másképp van (2006)
- Falurombolás? (2006)
- "Nem sokaság, hanem lélek" (2010)
- Csendes Magyarország (2010)
- Gondolkodj globálisan, cselekedj lokálisan (2014)
- A templomépítő (2014)
- In Memoriam Makovecz Imre (2015)
- Összekötni az eget és a földet (2016, készítés alatt)

## Kötetei
- A lélek elvont szűkszavúsága. Első könyv, 1999; Vizuális Páholy, Budapest, 1999
- Dárday István–Szalai Györgyi: Minden másképp van / Dárday István: Illúzió és bizonyosság. Dokumentarista filmtörténet / Szalai Györgyi: Szerelmes filmregény. 2020–2021; MMA, Budapest, 2023

## Díjai, elismerései
- A zsűri díja (Oberhauseni Filmfesztivál, 1972)
- Balázs Béla-díj (1975)
- a Mannheimi Filmfesztivál fődíja (1976)
- Filmkritikusok díja (1976, 1978)
- SZOT-díj (1981)
- Fipresci-díj (Berlin, 1988)
- Arany kategória-díj (Houston, 1988)
- Magyar Filmszemle különdíja (1988)
- Szkíta Aranyszarvas díj (2008)
- Kossuth-díj (2012)
- A Nemzet Művésze (2020)